# 生き続けた少女
「生き続けた少女」（いきつづけたしょうじょ、原題: "The Woman Who Lived"）は、イギリスのSFドラマ『ドクター・フー』の第9シリーズ第6話。2015年10月24日に BBC One で初放送された。脚本はキャサリン・トレジェナ、監督はエドワード・バザルゲッテが担当した。
Huluでは「生き続けた少女」、Amazonプライムや Rakuten TV では「生き続けた女」 が邦題として採用されている。

## プロット

### あらすじ
舞台は前話「死んだ少女」から約800年後の1651年。宇宙から地球へ飛来した異星人の人工物を追う12代目ドクター（演:ピーター・カパルディ）は、かつて不死性を付与した女性アシルダ（演:メイジー・ウィリアムズ）と再会する。アシルダはミーに名前を変えて不死者として孤独な怪盗生活を送り、他の惑星へ旅するため人工物を探していた。

### 連続性
ドクターはロンドン大火がテリレプティルにより引き起こされることをミーに告げている。これは5代目ドクターの The Visitation（1982年）での出来事であった。
ドクターは "on record as being against banter" と述べている。これは彼が「シャーウッドの森のロボット」でロビン・フッドと愉快な仲間たちの明るい余興に難色を示したことをなぞらえている。
ドクターはミーが彼女と同じように不死身となったジャック・ハークネスと出会うかもしれないと告げている。ジャック・ハークネスは「わかれ道」（2005年）で不死身となり、10代目ドクターは「ユートピア」（2007年）で既に不老不死に対する嫌悪を露わにしていた。

### 他作品へのリファレンス
ドクターはミーのことをゾロと呼称した。これは1919年にジョンストン・マッカレーが創作したキャラクター怪傑ゾロにちなんでいる。

## 配役
クレイトン役のストルアン・ロジャーは、「新地球」（2006年）や「大渋滞」と「ユートピア」（いずれも2007年）でフェイス・オブ・ボーの声を担当していた。

## 放送と反応
イギリスでのリアルタイム視聴者数は439万人、番組視聴占拠率は20.0%であった。タイムシフト視聴者を合算すると視聴者数は611万人、Appreciation Index は81を記録した。

### 批評家の反応
| 専門評論家によるレビュー | 専門評論家によるレビュー |
| レビュー・スコア         | レビュー・スコア         |
| 出典                     | 評価                     |
| ------------------------ | ------------------------ |
| The A.V. Club            | A                        |
| ペースト                 | 9.8                      |
| SFX                      | [ 11 ]                   |
| TV Fanatic               | [ 12 ]                   |
| IndieWire                | A                        |
| IGN                      | 9.2                      |
| ニューヨーク・マガジン   | [ 15 ]                   |
| デイリー・テレグラフ     | [ 16 ]                   |
| ラジオ・タイムズ         | [ 17 ]                   |

「生き続けた少女」は批評家から広く絶賛され、第9シリーズの最高傑作と呼ぶ声も少なくなかった。特に称賛を受けた要素としては、カパルディとウィリアムズの演技、エピソードの暗いトーンのビジュアル、ドクターとミーの会話が挙げられる。
デイリー・テレグラフのキャサリン・ギーは本作に星5つを付け、ピーター・カパルディの演技が傑出していたと述べ、キャサリン・トレジェナの脚本について「美しく書かれたエピソードだった。ある種のスティーヴン・モファットの作品よりも格好良いほどだ。熟成され博識なこの世の聡明な2人組を使って、脚本家のキャサリン・トレジェナはダイアログに文学的な感覚をもたらすことができた」とコメントした。IGNのスコット・コルーラは10点満点で9.2点と評価し、ミーのストーリー・アークの結末と第9シリーズ後半の伏線を称賛した。彼は本作について「面白いが重くもある」と述べ、ドクターとミーがパラレルに対応していること、「死んだ少女」以後のミーの過去やクララの不在の説明といった他の要素も称賛した。ニューヨーク・マガジンのロス・ルーディガーも本作に肯定的であり、特にドクターとアシルダの関係、エドワード・バザルゲッテによる演出を称賛し、エピソードに星4つを与えた。ラジオ・タイムズのパトリック・マルケーンも本作に星4つを付け、「不死性と短い命の暗く美しい習作」と称した。彼は特に本作のビジュアルを絶賛し、「最初の19分は真夜中で、光源は蝋燭か月しかない。これはすべてが素晴らしく、監督のエド・バザルジェットと撮影監督のリチャード・ストッダードの勝利だ」とコメントした。また、彼はドクターとアシルダの哲学的な会話や、ウィリアムズの演技も称賛した。
The A.V. Clubのアラスデア・ウィルキンスは本作を絶賛し、前話「死んだ少女」に続けてA評価を付けた。彼はウィリアムズの演技について「先週の『死んだ少女』での彼女の演技は非常に良く、単なる無作為な歴史上の人物にニュアンスと人間性、下手をすると深い謎のヒントを与えているように感じるかもしれない。しかし、『生き続けた少女』での彼女の演技は、先週よりもさらに多くのことを求められているからというだけでも、桁違いに優れている」と称賛した。彼はクライマックスが急すぎるとも感じたが、エピソードの核心部の強さで相殺されているとした。彼は「不死の悲壮はエピソードを番組の最高傑作にするのに十分以上だ」と主張してレビューを終えた。ペースト誌のマーク・ローズマンも本作を高く評価し、それまでの第9シリーズのエピソードでは最高点となる10点満点中9.8点を付けた。彼はカパルディとウィリアムズの演技について「説得力がある」と述べたほか、エピソードについて「派手な製作デザインと印象的なスタントと効果にも拘わらず、孤立した感覚で決着するエピソードになっている。これまでの『ドクター・フー』には稀な手法だ」と論評し、「既に強力な半シーズンの栄冠を達成した」と述べてレビューを終えた。IndieWireのケイト・ウェシュルも本作を称賛し、「『ドクター・フー』の歴史に残るエピソードのはずだ」と主張した。彼女は本作にA評価を与えた。

## 書籍版
Pearson Education はクリス・ライスによる本作の小説版を 英語学習者向けに2018年に出版した。